# Edifici al raval del Convent, 17 (Guissona)
Edifici al raval del Convent, 17 és una obra de Guissona (Segarra) protegida com a Bé Cultural d'Interès Local.

## Descripció
Edifici de pedra arrebossat de tres plantes i golfes. A la planta baixa trobem una gran porta moderna d'accés a l'habitatge. Damunt d'aquesta i centrada, una placa ceràmica ens indica l'any de construcció: 1766. Al primer pis hi ha un balcó emmarcat per carreus de pedra amb barana de forja que representa motius florals. Al segon pis hi ha una finestra rectangular i a les golfes una obertura de proporcions rectangulars, totes centrades a façana. Resten algunes sanefes de motius geomètrics pintades a l'alçada de les golfes, que permet intuir que emmarcaven la planta segona i les golfes. L'edifici és coronat amb una senzilla cornisa.
(Text procedent del POUM)